# Brandon Baiye
Brandon Baiye (Mamfé, 27 dicembre 2000) è un calciatore belga, centrocampista dell'Erzurumspor FK.

## Carriera

### Club
Cresciuto nel settore giovanile del Club Bruges, ha esordito in prima squadra il 22 luglio 2018, in occasione dell'incontro della Supercoppa del Belgio vinto 2-1 contro lo Standard Liegi, vincendo così il suo primo trofeo all'esordio. Sette giorni dopo ha esordito anche in campionato, disputando l'incontro di Pro League vinto 5-2 contro l'Eupen. Queste sono state le sue uniche due presenze durante la stagione. Nel 2019 è stato acquistato dal Clermont Foot, dove inizialmente ha trovato spazio nella squadra riserve. Nel 2020 è passato in prestito all'Austria Lustenau, trascorrendo un biennio nella seconda divisione austriaca, che ha anche vinto al termine della stagione 2021-2022. Rientrato alla base, il 6 agosto 2022 ha esordito in Ligue 1, nell'incontro perso per 0-5 contro il Paris Saint-Germain.

### Nazionale
Ha rappresentato le nazionali giovanili belghe.

## Statistiche

### Presenze e reti nei club
Statistiche aggiornate al 9 ottobre 2022.
| Stagione                | Squadra                 | Campionato              | Campionato | Campionato | Coppe nazionali | Coppe nazionali | Coppe nazionali | Coppe continentali | Coppe continentali | Coppe continentali | Altre coppe | Altre coppe | Altre coppe | Totale | Totale |
| Stagione                | Squadra                 | Comp                    | Pres       | Reti       | Comp            | Pres            | Reti            | Comp               | Pres               | Reti               | Comp        | Pres        | Reti        | Pres   | Reti   |
| ----------------------- | ----------------------- | ----------------------- | ---------- | ---------- | --------------- | --------------- | --------------- | ------------------ | ------------------ | ------------------ | ----------- | ----------- | ----------- | ------ | ------ |
| 2018-2019               | Club Bruges             | D1                      | 1          | 0          | CB              | 0               | 0               | UCL+UEL            | 0                  | 0                  | SB          | 1           | 0           | 2      | 0      |
| 2019-2020               | Clermont Foot 2         | N3                      | 13         | 0          |                 | -               | -               |                    | -                  | -                  |             | -           | -           | 13     | 0      |
| 2020-2021               | Austria Lustenau        | 1L                      | 28         | 4          | CA              | 1               | 0               |                    | -                  | -                  |             | -           | -           | 29     | 4      |
| 2021-2022               | Austria Lustenau        | 1L                      | 24         | 2          | CA              | 1               | 0               |                    | -                  | -                  |             | -           | -           | 25     | 2      |
| Totale Austria Lustenau | Totale Austria Lustenau | Totale Austria Lustenau | 52         | 6          |                 | 2               | 0               |                    | -                  | -                  |             | -           | -           | 54     | 6      |
| 2022-2023               | Clermont Foot           | L1                      | 5          | 0          | CF              | 0               | 0               |                    | -                  | -                  |             | -           | -           | 5      | 0      |
| Totale carriera         | Totale carriera         | Totale carriera         | 71         | 6          |                 | 2               | 0               |                    | 0                  | 0                  |             | 1           | 0           | 74     | 6      |

## Palmarès

### Club

#### Competizioni nazionali
- Supercoppa del Belgio: 1

Club Bruges: 2018
- 2. Liga: 1

Austria Lustenau: 2021-2022